# 1296 Andrée
1296 Andrée eller 1933 WE är en asteroid i huvudbältet som upptäcktes den 25 november 1933 av den franske astronomen Louis Boyer vid Algerobservatoriet. Den har fått sitt namn efter en släkting till upptäckaren.
Asteroiden har en diameter på ungefär 26 kilometer.